# Guerra de la Restauración portuguesa en la Sierra de Aroche
La Guerra de la Restauración portuguesa en la Sierra de Aroche fue un conflicto militar, parte de la Guerra de Restauración portuguesa. Duró desde 1640 hasta 1645. 

## Años
- 1640: Las tropas portuguesas invaden Encinasola y Aroche.
- 1641: Los españoles ponen resistencia.
- 1642: Se mandan refugios extremeños a Encinasola.
- 1643: Parte de los marochos y arochenos mueren en la lucha.
- 1644: Encinasola y Aroche oponen resistencia.
- 1645: A pesar de la resistencia, España acaba perdiendo el territorio.

- Datos: Q5887785